# Guinzeling
Guinzeling è un comune francese di 79 abitanti situato nel dipartimento della Mosella nella regione del Grand Est.

## Società

### Evoluzione demografica
Abitanti censiti